# Wapiti River
Wapiti River är ett vattendrag i Kanada.   Det ligger i provinserna British Columbia och Alberta.
I omgivningarna runt Wapiti River växer i huvudsak barrskog. Trakten runt Wapiti River är nära nog obefolkad, med mindre än två invånare per kvadratkilometer.